# London Borough of Harrow
Der London Borough of Harrow [ˈhæɹəʊ] ist ein Stadtbezirk von London. Er liegt im Nordwesten der Stadt. Er wurde 1934 in der Grafschaft Middlesex als Harrow Urban District aus den Bezirken Harrow on the Hill, Wealdstone und dem größten Teil des Hendon Rural District gegründet. Am 4. Mai 1954 bekam der Bezirk den Status eines Municipal Borough und wurde 1965 schließlich zu einem London Borough.
In diesem Stadtbezirk befinden sich die hochrenommierten Schulen Harrow School nur für Jungen, John Lyon School und North London Collegiate School nur für Mädchen.

## Stadtteile
- Belmont
- Canons Park
- Edgware (Teile)
- Greenhill
- Harrow
- Harrow on the Hill
- Harrow Weald
- Hatch End
- Headstone
- Kenton
- North Harrow
- Pinner
- Queensbury
- Rayners Lane
- Roxeth
- South Harrow
- Stanmore
- Wealdstone
- West Harrow

## Bevölkerung
Die Bevölkerung setzte sich 2008 zusammen aus 54,9 % Weißen, 31,5 % Asiaten, 7,2 % Schwarzen und 1,4 % Chinesen.

## Persönlichkeiten
- Peter André (* 1973), Popsänger
- Roger Bannister (1929–2018), Leichtathlet
- Emil Bernstorff (* 1993), Automobilrennfahrer
- James Bord (* 1981), Pokerspieler
- Suella Braverman (* 1980), Politikerin
- Eleanor Bron (* 1938), Schauspielerin
- Peter Burke (* 1937), Historiker
- Guy Butler (1899–1981), Leichtathlet
- Ciaran Clark (* 1989), Fußballer
- Rebecca Clarke (1886–1979), Komponistin
- Gordon Cleaver (1910–1994), Jagdflieger
- Ian Dury (1942–2000), Musiker und Schauspieler
- Peggy Fortnum (1919–2016), Illustratorin
- Tony Gibb (* 1976), Radrennfahrer
- Gavin Harrison (* 1963), Schlagzeuger
- Ciara Horne (* 1989), Radsportlerin
- Anthony Horowitz (* 1955), Autor
- Billy Idol (* 1955), Rockmusiker
- Elton John (* 1947), Popmusiker
- Ronald Lacey (1935–1991), Schauspieler
- Matt Lucas (* 1974), Schauspieler
- Linsey Dawn McKenzie (* 1978), Erotikmodel
- Patrick Moore (1923–2012), Astronom
- Kate Nash (* 1987), Singer-Songwriterin
- Dev Patel (* 1990), Schauspieler
- Ray Pickrell (1938–2006), Motorradrennfahrer
- Tom Shanklin (* 1979), Rugby-Union-Spieler
- Flora Annie Steel (1847–1929), Autorin
- Laura Turner (* 1982), Leichtathletin
- Theo Walcott (* 1989), Fußballspieler
- Sylvia Townsend Warner (1893–1978), Schriftstellerin und Musikwissenschaftlerin
- John Watts (* 1954), Sänger und Gitarrist
- Paul Wilkinson (1937–2011), Politikwissenschaftler, Hochschullehrer und Terrorismusexperte
- Rick Wright (1943–2008), Musiker